# Гравитационная антенна
Гравитацио́нная анте́нна — тип детектора гравитационных волн, основанный на определении механических напряжений, вызываемых в твёрдых телах возмущениями метрики пространства-времени.
Основные запущенные проекты по детектированию гравитационных волн:
| Проект    | Расположение антенны         | Масса детектора и его температура |
| --------- | ---------------------------- | --------------------------------- |
| AURIGA    | Леньяро близ Падуи, Италия   | M = 2,23 т, Т = 0,2 К             |
| EXPLORER  | ЦЕРН, Женева, Швейцария      | M = 2,27 т, Т = 2,6 К             |
| NAUTILUS  | Фраскати близ Рима, Италия   | M = 2,26 т, Т = 0,13 К            |
| ALLEGRO   | Батон Руж, шт. Луизиана, США | M = 2,30 т, T = 4,2 К             |
| miniGRAIL | Лейден, Голландия            | М = 1,15 т, T = 0,02 К            |